# Secret défense
Pour les articles homonymes, voir Secret défense (homonymie).
L'expression « secret défense » ou « secret Défense » est utilisée pour définir un niveau d'habilitation d'accès à un document gouvernemental ou militaire restreint par une loi ou un règlement à un groupe spécifique de personnes pour des raisons de Sécurité nationale (ou supra nationale éventuellement).
Des niveaux d'habilitation d'accès aux informations dites « secrètes » sont établis par l'autorité ad hoc aux personnes physiques ainsi qu'à des personnes morales devant accéder à ces informations.
En France la définition en est très large : « présentent un caractère de secret de la Défense nationale... les renseignements, procédés, objets, documents, données informatiques ou fichiers intéressant la Défense nationale qui ont fait l’objet de mesures de protection destinées à restreindre leur diffusion » et peu précise puisque « peuvent faire l’objet de telles mesures les renseignements, procédés, objets, documents, données informatiques de fichiers dont la divulgation est de nature à nuire à la Défense nationale ou pourrait conduire à la découverte d’un secret de la Défense nationale », assez proche selon le Conseil d'État, de la définition et du statut du « secret diplomatique », qui classe le secret diplomatique parmi les secrets « voisins » du secret-Défense, mais en jugeant sa définition (« tous les renseignements qui ont trait à la politique étrangère de la France ») encore plus vague. Il est assez proche aussi du « secret des services d’information de la police ».
Des décrets plus précis définissent par exemple les lieux concernés par le secret Défense.
La notion de renseignement a en 2010 été remplacée par celle d'« informations, réseaux informatiques ».
Pour de nombreux sujets, le secret Défense de documents archivés peut être levé après un certain délai, permettant aux historiens de pouvoir étudier des informations, jusqu'alors cachées.

## Histoire
La notion de secret Défense justifiée par le ministère de la Défense - a priori et a posteriori - est sans doute aussi ancienne que celle de l'État-Nation et que les méthodes de chiffrement de l'information.
Elle a été théorisée ou mise en pratique par de nombreux auteurs (Bacon, Machiavel, Richelieu, Mazarin, etc. Pierre Charron la qualifie de « vicieuse », mais « très nécessaire » au prince, Jean Racine pour qui « L’histoire du roi (…) est un enchaînement continu de faits merveilleux… aussi intelligibles quand ils sont exécutés qu’impénétrables avant l’action »), ou philosophes (Clausewitz, Hegel) et contestée par d'autres (Marx, Sorel).
L'Union européenne a peu de poids auprès de ses États-membres en matière de secret-Défense, mais plusieurs directives européennes dont une directive relative à la protection des personnes physiques à l’égard des traitements de données à caractère personnel, limitent théoriquement certains risques de dérive qu'en France la Commission d'accès aux documents administratifs (CADA) et la Commission nationale de l'informatique et des libertés (CNIL) contribuent aussi à limiter.

## Aspects juridiques
Le secret Défense a souvent un poids très important (plus important que le secret bancaire, professionnel, médical que les tribunaux arrivent parfois à faire lever), qui peut être source d'injustices, freiner ou empêcher certaines procédures juridictionnelles basées sur le principe du contradictoire.
Il est en France notamment soutenu par une jurisprudence ancienne (1955).
Comme dans la plupart des pays, plusieurs niveaux de secret existent.
Des restrictions supplémentaires peuvent être apportées, au nom de la protection du secret-Défense, à la communication d'informations susceptibles d’affecter la Défense nationale.
Certaines informations et supports classés secret doivent néanmoins être communiqués, totalement ou partiellement, en raison de leur contenu à certaines organisations internationales ou à certains États ou à leurs ressortissants. En France, elles portent alors, « en sus de la mention de leur niveau de secret, une mention particulière précisant les États, leurs ressortissants ou les organisations internationales pouvant y avoir accès ». La mention « Spécial France » signifie qu'ils ne doivent pas être communiqués « totalement ou partiellement à des organisations internationales, à des États étrangers ou à leurs ressortissants ».

## Aspects éthiques
Un enjeu reconnu est de « faire reculer le secret du pouvoir » dans les limites du « secret légitime », tout en protégeant celui de la vie privée, également a priori le plus souvent légitime.
Ce secret serait une sorte de mal nécessaire, à autoriser dans une certaine mesure, et avec un cadre strict et certains moyens de contrôle. Un équilibre est à trouver entre secret et transparence, car excessivement utilisé, il peut aussi interdire « tout contrôle de leurs agissements par l’opinion, et même par les corps dont c’est la fonction », injustement renforcer les prérogatives d'un « gouvernement et de l’administration face aux citoyens », encourager « des formes dévoyées d’information, de la publicité mensongère à la propagande à l’état pur, sans oublier les rumeurs et autres manipulations », accroître les inégalités « d’accès aux informations permettant de s’adjuger une part plus ou moins grande des avantages collectifs : emplois publics, commandes publiques, espaces appropriables » ; « nourrir les tentations d’arbitraire, de concussion, de corruption, de patrimonialisation du pouvoir, d’accaparement par celui-ci et par ses proches de toutes les formes de richesses et d’influences ».
Les équilibres sont difficiles à trouver, notamment pour ce que le conseiller d’État Jean-Michel Belorgey nomme le « secret à double détente, un secret du secret, notamment un secret de la violation publique du secret privé (écoutes, fichiers, etc.) ». Le besoin d'une certaine zone de secret pour la Défense fait consensus dans les sociétés libérales et démocratiques contemporaines, où des garanties de confiance entre les acteurs jouent un rôle important dans le respect de l'État de droit, mais l'importance de cette zone, la durée du secret fait encore débat.
Des enjeux nouveaux de protection d'intérêts de Défense, mais aussi de protection de la vie privée et du droit à l'information et à l'expression sont apparus avec les nouveaux moyens de surveillance et collecte et analyse d'information. Ces enjeux ont pris encore plus d'importance dans les années 2000 à la suite d'une large diffusion des NTIC et de l'Internet. Un accès plus facile et transparent aux documents administratifs semble mieux assuré, mais de nombreuses questions éthiques restent posées pour l'exploitation des fichiers informatiques contenant des données personnelles, la motivation des actes administratifs, et la transparence de certaines transactions ou concernant le patrimoine des élus et hauts fonctionnaires.

## Champ d'application
Il a beaucoup varié selon les époques et les contextes historiques et politiques (périodes de guerre ou paix, guerre froide, enjeux nouveaux liés au terrorisme ou à certaines formes de résistance…), les pays et le type de gouvernance (démocratie, régime totalitaire, juntes militaires, etc.).
Il est un filtre plus ou moins visible, à la diffusion d'un nombre indéterminé d'informations dont la diffusion serait susceptible de nuire à la Défense.
Ce filtre est notamment opérant dans les rapports entre l'État et les citoyens, dans les rapports entre un gouvernement et les chambres parlementaires, ou encore dans certains accords, enquêtes publiques, contrats ou transactions techniques, commerciales (dérogatoires aux règles classiques des marchés publics) ou de recherche pour des sujets concernant la Défense et parfois la sécurité civile ou encore dans des domaines tels que le nucléaire où les limites entre le civil et le militaire peuvent être floues et où des risques de détournement de matières nucléaires ou de savoir-faire existent.

### États-Unis
Aux États-Unis, le secret Défense est invoqué par l'administration pour bloquer certains procès, en vertu du State Secrets Privilege (en), une règle gouvernant l'usage des preuves et fondée sur diverses décisions jurisprudentielles.
Les associations de citoyens peuvent alors invoquer le Freedom of Information Act pour obtenir la déclassification de certains documents classés « secret Défense » (le mot anglais classification renvoie à la notion de « classer secret »).

### France
En France, au milieu des années 1990, il a été suggéré une Commission nationale du secret Défense, composée de trois à cinq membres désignés à titre personnel (comme pour la Commission nationale informatique et libertés, la CNIL), construite sur le modèle de la Commission des interceptions de sécurité, pour satisfaire à la règle d’accès indirect aux données couvertes par le secret-Défense, dont en cas de litige. Ce sujet est abordé dans le rapport public du Conseil d'État de 1995 (publié en 1996), reprise par le Premier ministre dans son discours de politique générale, puis par le législateur mi-1996.
Diverses études et réflexions ont suivi, rappelant notamment que la démocratie s'est en France (comme dans beaucoup d'autres pays) « largement construite contre le et les secrets de l’État, le et les secrets du monarque et de ses conseillers, de ses polices, de ses coups d'État... », bien qu'inversement de nombreux motifs plaident « pour que soit, même en démocratie, préservée dans l’action publique une zone de secret, au moins de confidentialité », les démocraties recherchant un juste équilibre entre ces objectifs,,,[réf. incomplète].
Deux autorités administratives indépendantes ont été créées ;
- une Commission nationale de contrôle des interceptions de sécurité (CNCIS), créée pour les questions d'écoutes téléphoniques (article 13 de la loi no 91-646 du 10 juillet 1991 relative au secret des correspondances émises par la voie des télécommunications), proposée dès 1973 par une commission présidée par le sénateur Pierre Marcilhacy puis par un rapport commandé en 1982 par le Gouvernement au Premier président de la Cour de cassation, Robert Schmelck, mais qui n'a été mise en place qu'après que la France ait été condamnée par la Cour européenne des droits de l'homme[15] ;
- une Commission consultative du secret de la défense nationale[16] (organe uniquement consultatif, chargée de donner un avis sur le déclassement et la communication d'informations secrètes en application des dispositions de l’article 413-9 du code pénal, à l’exclusion des informations dont les règles de mise au secret ne relèvent pas des seules autorités françaises ». L'exposé des motifs de cette loi visait la nécessité « d’éviter l’invocation trop fréquemment constatée du secret Défense devant les juridictions et de remédier à cette entrave par l’intervention d’une commission susceptible d'éliminer les soupçons d'arbitraire et d'abus prenant corps lorsque la raison d'État est avancée sans discernement ». La loi précise que toute perquisition envisagée « dans un lieu précisément identifié, abritant des éléments couverts par le secret de la Défense nationale, la perquisition ne peut être réalisée que par un magistrat en présence du président de la Commission consultative du secret de la Défense nationale. Ce dernier peut être représenté par un membre de la commission ou par des délégués, dûment habilités au secret de la Défense nationale, qu'il désigne selon des modalités déterminées par décret en Conseil d’État. Le président ou son représentant peut être assisté de toute personne habilitée à cet effet »[3].

Une Agence nationale de la sécurité des systèmes d'information contribue à la protection des systèmes d'information concernés par le secret Défense.
Le déclassement d'un document classé secret, ou sa communication au juge, relèvent d'une procédure prévue par la loi.

## Information classée secrète
Le « secret Défense » survient le plus souvent lorsqu'il met en jeu la Sécurité nationale, pour des documents ou objets, lieux contenant des informations classées dites « sensibles ». Ainsi des locaux, terrains clos peuvent être interdits au public non autorisé (pour, en France « assurer la protection des installations, du matériel ou du secret des recherches, études ou fabrications »).
En pratique, tout objet (par exemple, une base militaire) ou tout concept (par exemple, des principes de la bombe H) qui met en jeu la Défense nationale peut être classé secret Défense.

## Tendances et perspectives
Dans beaucoup de pays autrefois totalitaires (certains ex-pays de l'Est, dont l'Allemagne de l'Est notamment), de très nombreux documents secrets ont été rendus communicables.
Aux États-Unis, l'administration Obama et son président ont aussi manifesté une volonté d'ouverture, après une période où le secret avait pris une importance croissante (avec les administrations Bush, et à la suite des attentats du 11 septembre 2001 notamment).
En France, le secret-Défense était cadré principalement par l'article L. 124-4 troisièmement du code de l'environnement et par loi du 17 juillet 1978 qui contient des exemptions de communication faisant « que bien souvent la règle du secret l'emporte sur toute autre considération ». Mais, à la suite du Grenelle de l'Environnement et des engagements du président de la République Nicolas Sarkozy qui, lors de la remise du relevé de conclusions du Grenelle de l’environnement, a dit « Nous allons créer un droit à la transparence totale des informations environnementales de l'expertise. Toutes les données seront communicables, y compris sur le nucléaire et les OGM. Les seules limites seront le secret de la vie privée, la sécurité nationale et les secrets industriels », Corinne Lepage a suggéré dans un rapport de mission rendu en février 2008 que les pouvoirs de la commission d'accès aux documents administratifs (CADA) soient élargis et que l'objectif de Sécurité nationale soit réaffirmé, mais avec un « secret Défense » mieux défini.
Des pistes de progrès ont été proposées par un groupe pluraliste mis en place par la commission nationale du débat public ;
- Guide précisant, notamment pour le domaine du nucléaire civil, sur le modèle britannique, la « nature des documents susceptibles d’être classifiés et les raisons de cette classification »[réf. nécessaire] ;
- « Isolation[Quoi ?] dans les documents concernés, des informations confidentielles pour permettre une version publique et définition des conditions d'accès spécifiques aux versions non publiques, ou /et des groupes pluralistes spécifiques » ;
- Inversion de la charge de la preuve quand « il s'agit d'informations concernant la santé et l'environnement en obligeant le détenteur de l'information de justifier de l'exception à la règle d'accès » ;
- La « Commission du secret de la Défense nationale » « devrait avoir un pouvoir de décision et non pas de consultation. Elle serait composée de façon à comprendre des représentants de la société civile et le processus de nomination devrait être validé par le Parlement, avec une majorité des 3/59. Elle seule serait habilitée à trancher dans tous les domaines qui touchent le secret Défense, en particulier dans le domaine judiciaire, et en ce qui concerne le domaine de la santé de l'environnement à recevoir l'exception à l'accès à l'information invoquée par le détenteur de cette information » (repris dans la Proposition no 11[22] du Rapport Lepage).

Corinne Lepage a ainsi proposé dans son rapport final (proposition no 12, p. 16/118) un « renforcement des pouvoirs de la Commission consultative du secret de la Défense nationale en lui donnant un pouvoir de décision et modifier l’article L. 2312-7 du code de la Défense pour lui permettre de prendre en considération la nécessité de l’accès à l’information environnementale. Elle seule serait habilitée dans tous les domaines qui touchent le secret Défense, et en particulier dans le domaine judiciaire, à trancher et en ce qui concerne le domaine de la santé de l'environnement à recevoir l'exception à l'accès à l'information invoquée par le détenteur de cette information », en veillant aussi à l'effectivité de l'accès à l'information.